# Theódoros Christodoúlou
Pour les articles homonymes, voir Christodoulou et Théodôros.
Theódoros Christodoúlou (en grec : Θεόδωρος Χριστοδούλου ; né le 12 mars 1977) est un skieur alpin chypriote.
Il a représenté son pays lors des Jeux olympiques d'hiver de 2002 et de 2006.
En 2002, Christodoúlou est accusé d'agression sexuelle lors des Jeux olympiques d'hiver de 2002 à Salt Lake City. Source  AP Archive